# Corynosoma constrictum
Corynosoma constrictum är en hakmaskart som beskrevs av Van Cleave 1918. Corynosoma constrictum ingår i släktet Corynosoma och familjen Polymorphidae. Inga underarter finns listade i Catalogue of Life.